# كرب إيل وتر يهنعم الثالث
 كرب إيل وتر يهنعم الثالث (نحو 319م): ثالث ملوك عصر ملوك سبأ وذي ريدان وحضرموت ويمنت، تولى الحكم بعد الملك ياسر يهنعم حوالي العام 317م، وتعد مرحلة حكمه الأكثر غموضاً، ولا يُعرف على وجه التحديد العوامل التي أدت إلى ظهور (كرب إيل وتر يهنعم) ملكاً، ولكن بالتأكيد أن فترة حكمة تعد مرحلة انتقالية مؤقتة، وذكر اسمه في أربعة نقوش.أحد هذه النقوش، تشير إلى وفداً دبلوماسي أرسله الملك كرب إيل وتر يهنعم إلى النجاشي بأرض الحبشة وأكسوم، وعودة المبعوثين من البحر سالمين.
من النصوص المهمة في عهد هذ الملك، نقش تركه لنا رجل يدعى "ربيب"، من أسرة "خلفان أنمار وحيوم". وقد ذكر فيه أنه قدم صنما إلى الإله "إيل مقه" لأنه مَنَّ عليه بأن حفظه ونجاه من الثورة والاضطرابات التي وقعت بمدينة ظفار وذلك قبل هذا اليوم، ولكي يديم نعمه ومننه عليه وينيله رضا وحظوة سيده الملك "كرب إيل وتر يهنعم، ملك سبأ وذي ريدن وحضرموت ويمنت.ويظهر من النص وقوع تمردات في مدينة ظفار، ويفترض بعض الباحثين أن سبب هذا التمرد هو إطلاق "كرب إيل وتر يهنعم" لسجناء حضرموت (ربيعة بن وائل وأفصى بنِ جُمان وجشم بن مالك) الذين حاربهم الملك ياسر يهنعم وأودعهم في سجونه حوالي العام 316م،وما لبث هؤلاء الأشخاص، أن أعلنوا العصيان والانفصال عن الملك الحميري، وملكوا عليهم ملكاً يدعى "أنمار". وربما ترتب على ذلك تمردات داخلية في العاصمة ظفار، أوصلت ذمار علي يهبر الثاني إلى العرش، ليقود حرباً على هؤلاء المتمردين، وينهي ثورة حضرموت، وذلك حوالي العام 320م.